# Interpolationssatz von Riesz-Thorin
Der Interpolationssatz von Riesz-Thorin (oder Konvexitätssatz von Riesz-Thorin) ist ein Resultat aus der Operatortheorie, welches sagt, dass ein linearer Operator, welcher auf zwei Lp-Räumen (für unterschiedliche {\displaystyle p}) beschränkt ist, auch auf allen {\displaystyle L^{p}}-Räumen für dazwischen liegende {\displaystyle p} beschränkt ist. Die Aussage gilt dabei für {\displaystyle p\in [1,\infty ]}. Das heißt also, zeigt man das ein Operator zum Beispiel auf {\displaystyle L^{1}} und {\displaystyle L^{\infty }} beschränkt ist, so gilt die Aussage nach dem Interpolationssatz auch für {\displaystyle L^{p}} mit {\displaystyle 1\leq p\leq \infty }.
Die ursprüngliche reelle Variante des Satzes wurde 1926 () von dem ungarischen Mathematiker Marcel Riesz bewiesen; sein schwedischer Student G. Olof Thorin erweiterte ihn 1936 () dann auf die heutige komplexe Form. Die reelle Variante benötigt eine zusätzliche Restriktion in Form von {\displaystyle p_{k}\leq q_{k}} für {\displaystyle k=0,1}. Geometrisch gesehen führt dies dazu, dass die dazwischen liegenden Räume, welche mit {\displaystyle L^{p}} und {\displaystyle L^{q}} notiert werden, als Punkte {\displaystyle (1/p,1/q)} in einem unteren Dreieck liegen. Im komplexen hingegen sind die Punkte im Quadrat {\displaystyle [0,1]\times [0,1]}.
Der Satz ist neben dem Interpolationssatz von Marcinkiewicz eine der Grundlagen der Interpolationstheorie für Operatoren.

## Interpolationssatz
Seien {\displaystyle (U,\Sigma _{1},\mu )} und {\displaystyle (V,\Sigma _{2},\nu )} zwei σ-endliche Maßräume. Mit {\displaystyle L^{p}(U,\Sigma _{1},\mu )} bezeichnen wir die {\displaystyle L^{p}}-Räume für komplex-wertige Funktionen und mit {\displaystyle \|T\|_{L^{a},L^{b}}} die Operatornorm
{\displaystyle \|T\|_{L^{a},L^{b}}=\sup \limits _{f\neq 0}{\frac {\|Tf\|_{L^{b}}}{\|f\|_{L^{a}}}}.}
Wir formulieren nur den komplexen Fall vollständig, da der reelle Fall nur eine kleine Modifikation benötigt.

### Komplexer Fall
Seien {\displaystyle p_{0},p_{1},q_{0},q_{1}\in [1,\infty ]} mit {\displaystyle p_{0}\neq p_{1}} und {\displaystyle q_{0}\neq q_{1}}, sowie {\displaystyle \theta \in (0,1)}.
Sei {\displaystyle T} ein beschränkter linearer Operator, so dass
{\displaystyle T:L^{p_{0}}(U,\Sigma _{1},\mu )+L^{p_{1}}(U,\Sigma _{1},\mu )\to L^{q_{0}}(V,\Sigma _{2},\nu )+L^{q_{1}}(V,\Sigma _{2},\nu )}
mit
{\displaystyle \|T\|_{L^{p_{0}},L^{q_{0}}}=M_{0}\quad } und {\displaystyle \quad \|T\|_{L^{p_{1}},L^{q_{1}}}=M_{1}.}
Dann ist die Einschränkung
{\displaystyle T:L^{p}(U,\Sigma _{1},\mu )\to L^{q}(V,\Sigma _{2},\nu )}
beschränkt mit Norm
{\displaystyle \|T\|_{L^{p},L^{q}}\leq M_{0}^{1-\theta }M_{1}^{\theta }}
wobei {\displaystyle p} und {\displaystyle q} durch
{\displaystyle {\frac {1}{p}}={\frac {1-\theta }{p_{0}}}+{\frac {\theta }{p_{1}}}\quad } und {\displaystyle \quad {\frac {1}{q}}={\frac {1-\theta }{q_{0}}}+{\frac {\theta }{q_{1}}}}
gegeben sind.

### Reeller Fall
Damit die Aussage im reellen Fall auch gilt, muss zusätzlich {\displaystyle p_{0}\leq q_{0}} und {\displaystyle p_{1}\leq q_{1}} gelten. Außerdem ändert sich die Abschätzung der Norm auf
{\displaystyle \|T\|_{L^{p},L^{q}}\leq 2M_{0}^{1-\theta }M_{1}^{\theta }.}

## Anwendungsbeispiele
- Der Satz kann verwendet werden, um die Faltungsungleichung von Young zu beweisen.